# Johannes Ranke
Johannes Ranke, född den 23 augusti 1836 i Thurnau, Oberfranken, död den 26 juli 1916 i Solln vid München, var en tysk antropolog och fysiolog. Han var brorson till Leopold von Ranke.
Ranke blev 1861 medicine doktor, 1863 docent, 1869 extra ordinarie professor i fysiologi i München och 1886 ordinarie professor i antropologi där. Som fysiolog gjorde han sig ett namn genom sina arbeten Tetanus (1865; 2:a upplagan 1871), Lebensbedingungen der Nerven (1868) och Die Blutverteilung und der Tätigkeitswechsel der Organe (1871) ävensom genom sin i flera upplagor (1867–1881) utkomna lärobok i människans fysiologi. Bland Rankes arbeten i antropologi märks Beiträge zur physischen Anthropologie der Bayern (1883–1892) samt hans stort anlagda, populära framställning av människans anatomi, fysiologi och antropologi Der Mensch (2 band, 1887; 3:e upplagan 1912). Under många år var Ranke huvudredaktör för Archiv für Anthropologie.